# 中里望
中里 望（なかざと のぞみ、1988年1月8日 - ）は、日本の女性声優。アメリカ合衆国ロサンゼルス生まれ。東京俳優生活協同組合所属。

## 略歴
2009年、俳協ボイスアクターズスタジオ第35期生。2010年、東京俳優生活協同組合所属。

## 人物
声種はメゾソプラノ。外国語は英語。
免許・資格は普通自動車免許、ペット看護師、ペットセラピスト、TOEIC975点。
趣味・スポーツは音楽、映画鑑賞、読書、海外ドラマ、ヨーロッパサッカー観戦、テニス。

## 出演

### テレビアニメ
2011年
- C THE MONEY OF SOUL AND POSSIBILITY CONTROL

2012年
- ガールズ&パンツァー（山郷あゆみ）

2013年
- ドラえもん（テレビ朝日版第2期）（女性ファン、アンパイア）

2014年
- FAIRY TAIL（男の子）

2015年
- 名探偵コナン（2015年 - 2017年、小中千絵、女性）
- Dance with Devils（女子生徒）

2017年
- クズの本懐（映画の女性）
- おじゃる丸（女性、主婦）
- キラキラ☆プリキュアアラモード（体育教師）
- 魔法陣グルグル（巨乳外国人）
- ラララ ララちゃん（ララ）
- 妖怪アパートの幽雅な日常（女子D、一年生女子B）
- アイドルマスター SideM（英語教師）

2018年
- ガンダムビルドダイバーズ（GPDシステム音声）

2019年 
- Dr.STONE（世界の人々）
- ロード・エルメロイII世の事件簿 -魔眼蒐集列車 Grace note-（弟）
- ライフル・イズ・ビューティフル（柊一美）
- ぼくたちは勉強ができない!（牧上）

2020年
- バビロン（ホスピスの少女）

2021年
- 小林さんちのメイドラゴンS（村の少女）

### 劇場アニメ
- ラブライブ!The School Idol Movie（2015年）
- ガールズ&パンツァー 劇場版（2015年、山郷あゆみ）
- 劇場版 きんいろモザイク Thank You!!（2021年、外国人観光客）

### OVA
- ガールズ&パンツァー（2014年 - 2023年、山郷あゆみ[4]、砂部[5]、レイノ） - 2作品[一覧 1]
- 史上最強の弟子ケンイチ（2014年、女子部員） - 単行本第55巻OVA付き特装版

### Webアニメ
- ぶらどらぶ（2021年、管制官）

### ゲーム
- ガールズ&パンツァー 戦車道、極めます!（2014年、山郷あゆみ[6]）
- ブレイブソード×ブレイズソウル[7]（2015年）
- 逆転オセロニア（2016年、フローラ）
- 編隊少女 -フォーメーションガールズ-（2016年、エマ・アイリーン・マツナガ）
- ガールズ&パンツァー ドリームタンクマッチ（2018年、山郷あゆみ[8]）
- まちむす 地球防衛ライブ（2019年、ロサンゼルス）

### ラジオ
※はインターネット配信。
- ガールズ&パンツァーRADIO ウサギさんチーム、訓練中！（2015年 - 2016年、音泉※[9]・ランティスウェブラジオ※・アニメイトTV※・茨城放送[10]）
- ガールズ&パンツァーRADIO ウサギさんチーム、まだまだ訓練中！（2017年 - 2018年、音泉※）[11]
- ガールズ&パンツァーRADIO ウサギさんチーム、もっともっと訓練中！（2019年、音泉※）[12]

### テレビドラマ
- TOKYOエアポート〜東京空港管制保安部〜（空港アナウンス）
- ピン女のメリークリスマス 〜恋したい、恋しようとしない、恋できない。〜

### テレビ番組
- 1年後のニッポンがわかるテレビ!
- きらっと新潟
- 5時に夢中!
- 世界で一番美しい瞬間
- ちば旅コンシェルジュ（旅人）
- 日テレプッシュ
- 春の高校バレー2016
- Yスペ!野島小中学校春物語
- Let'sご当地体操プラス

### ナレーション
- 輝け!未来のクリエイター 第1回日本こども映画コンクール
- 寒川神社 八方除
- THEナカマ
- 週末はウマでしょ! 凱旋門賞完全攻略SP
- 水曜夜のエンターテイメントバトル エンタX（レギュラーナレーション）
- スポーツイチバン☆
- 世界ふれあい街歩き
- 中国・天空の宗教都市 知られざるチベット仏教の世界
- 7.2 新しい別の窓（コーナーナレーション）
- 白球はつながる〜房総が育んだ球児達の歴史〜
- 8代目ミスマリンちゃん大きな海でガチャガチャ旅in沖縄
- 部活探検隊BUKATAN（レギュラーナレーション）
- 未来へつなぐ、100回目の夏

### ボイスオーバー
- au LISMO! うたとも（スポット）
- お茶の水ハカセスペシャル

### Web
- eラーニング ニチイ学館 ヘルパー講座（キャラクターボイス）

### 舞台
- リアリティ・ショウ

### シリーズ一覧
1. ↑  『これが本当のアンツィオ戦です！』（2014年）、『最終章』（2017年 - 2023年）